# Nassau William Senior
Nassau William Senior (26 septembre 1790 - 4 juin 1864) est un économiste britannique. Selon John F. Bell, il était « le plus grand économiste anglais de la période entre Ricardo et John Stuart Mill ».

## Œuvre
Senior est connu pour les quatre axiomes qui portent son nom. Il les a énoncés lors de son premier cours à l'université d'Oxford.
Senior a été un contributeur de la Quarterly Review, de l' Edinburgh Review, de la London Review et de la North British Review. Dans ces pages, il traite aussi bien de littérature que de sujets économique ou politique. La London Review  a été créée en 1928 sur une idée de Senior, soutenu par Richard Whately et d'autres membres du  Oriel Noetics. Bien que cette revue ait publié des contributions de jeunesse de John Henry Newman, de Edwin Chadwick et de Senior lui-même, elle a du cesser de paraître vers la mi-1829.

### Économie
Ses écrits de théorie économique consiste en un article dans  Encyclopædia Metropolitana, publié séparément plus tard sous le titre An Outline of the Science of Political Economy (1836), et les conférences qu'il donne à Oxford. Parmi elles, les suivantes ont été imprimées :
- An Introductory Lecture on Political Economy (London: John Murray, 1827).
- Two Lectures on Population, with a correspondence between the author and Malthus (1829)[6].
- Three Lectures on the Transmission of the Precious Metals from Country to Country, and the Mercantile Theory of Wealth (1828).
- Three Lectures on the Cost of obtaining Money, and on some Effects of Private and Government Paper Money (London: John Murray, 1830).
- Three Lectures on the Rate of Wages (1830, 2nd ed. 1831)[7].
- A Lecture on the Production of Wealth (1847).
- Four Introductory Lectures on Political Economy (1852).

Plusieurs des conférences de Nassau William Senior ont été traduites en français par M. Arrivabne sous le titre de Principes Fondamentaux d'Economie Politique (1835).

### Question sociale
Senior a aussi écrit sur les questions administratives et sociales:
- Report on the Depressed State of the Agriculture of the United Kingdom. In: The Quarterly Review (1821), p. 466–504
- A Letter to Lord Howick on a Legal Provision for the Irish Poor, Commutation of Tithes and a Provision for the Irish Roman Catholic Clergy (1831, 3rd ed., 1832, with a preface containing suggestions as to the measures to be adopted in the present emergency)
- Statement of the Provision for the Poor and of the Condition of the Laboring Classes in a considerable portion of America and Europe, being the Preface to the Foreign Communications in the Appendix to the Poor Law Report (1835)
- On National Property, and on the Prospects of the Present Administration and of their Successors (anon.; 1835)
- Letters on the Factory Act, as it affects the Cotton Manufacture (1837)
- Suggestions on Popular Education (1861)
- American Slavery (in part a reprint from the Edinburgh Review, 1862)
- An Address on Education delivered to the Social Science Association (1863)

Ses contributions à des revues ont été publiées dans des volumes  intitulés :  Essays on Fiction (1864); Biographical Sketches (1865, portant principalement sur des juristes renommés); et Historical and Philosophical Essays (1865).
En 1859 est paru son Journal kept in Turkey and Greece in the Autumn of 1857 and the Beginning of 1858; les écrits suivants ont été édités après sa mort par sa fille : 
- Journals, Conversations and Essays relating to Ireland (1868)
- Journals kept in France and Italy from 1848 to 1852, with a Sketch of the Revolution of 1848 (1871)[8]
- Conversations with Thiers, Guizot and other Distinguished Persons during the Second Empire (1878)
- Conversations with Distinguished Persons during the Second Empire, from 1860 to 1863 (1880)
- Conversations and Journals in Egypt and Malta (1882)
- also in 1872 Correspondence and Conversations with Alexis de Tocqueville from 1834 to 1859.

## Sources
- (en) John Fred Bell, A History of Economic Thought, seconde édition, Ronald Press Company, New York, 1967
- (en) Nassau William Senior, sur le site History of Economic Thought